# فلورنت هادرژونای
فلورنت هادرژونای (به انگلیسی: Florent Hadergjonaj؛ زادهٔ ۳۱ ژوئیه ۱۹۹۴) بازیکن فوتبال اهل کوزوو است که در پست دفاع راست برای تیم ملی کوزوو بازی می‌کند.